# Efraim Katzir
Efraim Katzir, en hebreo אֶפְרַיִם קָצִיר (Kiev, 16 de mayo de 1916-Jerusalén, 30 de mayo de 2009) fue un biofísico y político del Partido Laborista Israelí, cuarto presidente de Israel desde 1973 hasta 1978.
Katzir nació en Kiev, Ucrania, con el nombre de Efraim Katchalsky, hijo de Yehuda y Tzila Katchalski. Posteriormente, en el año 1973, cambió su apellido por uno hebreo (Katzir significa "cosecha" en dicho idioma), luego de ser elegido presidente por la Knéset. Katzir estudiaba en la Universidad de Harvard cuando Golda Meir entró en contacto con él para que fuera presidente de Israel.
En 1925 emigró junto con su familia al Mandato Británico de Palestina. Estudió en la Universidad Hebrea de Jerusalén, donde se doctoró. Después de estudiar en el exterior, retornó a Israel donde trabajó como jefe en el Departamento de Biofísica del Instituto Weizmann de Ciencias, en Rejovot. En 1966 se convirtió en el Jefe de Ciencias de las Fuerzas de Defensa de Israel. Su hermano Aharon, un físico-químico internacionalmente reconocido, fue asesinado en 1972 durante la masacre del aeropuerto de Lod.
En 1985 recibió el Premio de Japón.
- Datos: Q110330
- Multimedia: Ephraim Katzir / Q110330